# Marszałek Piłsudski
Marszałek Piłsudski – polski serial biograficzny w reżyserii Andrzeja Trzosa-Rastawieckiego i z jego scenariuszem, wyprodukowany w 2000 roku, prezentujący sylwetkę Józefa Piłsudskiego, jego biografię od wczesnej młodości do schyłku życia. Serial został zrealizowany z dbałością o dokładność historyczną. Konsultantem ds. historycznych był dr Piotr M. Majewski, zaś recenzentem historycznym dr hab. Tomasz Nałęcz. Wykorzystano w nim też materiały archiwalne.
Zdjęcia plenerowe zrealizowano w Warszawie (Cytadela, Zamek Królewski, Belweder, Zachęta), Krakowie, Limanowej, Modlinie, Radziejowicach, Łącku, Rembertowie (poligon), Wiedniu oraz Wilnie. Film jest częściowo barwny, częściowo czarno-biały. Budżet filmu wyniósł 5,7 mln zł.
Fabuła jest zaprezentowana w postaci wywiadu, jaki dziennikarz przeprowadza z sędziwym już Piłsudskim. Marszałek snuje wspomnienia, które przedstawione są w postaci retrospekcji.
Serial emitowano w TVP2 od 21 października do 9 grudnia 2001 w niedziele o 21:35.

## Obsada

### Role główne
- Mariusz Bonaszewski – Piłsudski w młodości
- Zbigniew Zapasiewicz – Piłsudski po roku 1919
- Wojciech Alaborski – Władysław Mazurkiewicz, lekarz pomagający Piłsudskiemu w ucieczce ze szpitala psychiatrycznego w Petersburgu
- Aleksander Bednarz – generał Juliusz Malczewski
- Mariusz Benoit – Kazimierz Świtalski, współpracownik Piłsudskiego
- Jacek Bończyk – Walery Sławek
- Stanisław Brejdygant – Alfred Wysocki, poseł polski w Berlinie
- Wojciech Duryasz – Gabriel Narutowicz
- Teresa Dzielska – Maria Juszkiewicz-Piłsudska, pierwsza żona Piłsudskiego
- Jan Frycz – Stanisław Wojciechowski
- Piotr Garlicki – major Drohojowski, oficer polskiego wywiadu wzięty do niewoli sowieckiej
- Krzysztof Globisz – arcybiskup kielecki Augustyn Łosiński
- Robert Gonera – porucznik Dereń, oficer wywiadu
- Mieczysław Hryniewicz – ksiądz Marian Tokarzewski
- Jan Jankowski – Tadeusz Kasprzycki, dowódca kompanii kadrowej
- Stanisław Jaskułka – Wincenty Witos
- Jerzy Kamas – generał Stanisław Szeptycki
- Krzysztof Kołbasiuk – oficer przesłuchujący Piłsudskiego
- Krzysztof Kolberger – kapitan Ignacy Boerner, adiutant Piłsudskiego
- Marek Kondrat – dziennikarz przeprowadzający wywiad z Piłsudskim
- Wojciech Kostecki – Roman Dmowski
- Władysław Kowalski – Iwan Sabasznikow, dyrektor szpitala psychiatrycznego Jana Bożego w Warszawie, badający Piłsudskiego w celi
- Maciej Kozłowski – generał Gustaw Dreszer-Orlicz
- Zbigniew Kozłowski – adiutant Piłsudskiego
- Edward Linde-Lubaszenko – Józef Wincenty Piłsudski, ojciec Piłsudskiego
- Olgierd Łukaszewicz – książę Eustachy Sapieha
- Krzysztof Majchrzak – Eligiusz Niewiadomski, morderca prezydenta Narutowicza
- Aleksander Mikołajczak – generał Władysław Sikorski
- Jerzy Moes – generał Tadeusz Rozwadowski
- Jan Nowicki – Hans von Beseler, generał-gubernator Warszawy
- Janusz Rafał Nowicki – Ignacy Daszyński
- Marian Opania – oficer wywiadu w sztabie Armii Czerwonej
- Jan Peszek – kapitan Józef Rybak, przedstawiciel wywiadu austriackiego w Krakowie
- Krzysztof Pieczyński – pułkownik Marian Januszajtis, dowódca spisku z 4 stycznia 1919
- Joanna Pietrońska – Leonarda Lewandowska, pierwsza miłość Piłsudskiego poznana na Syberii
- Andrzej Precigs – Jędrzej Moraczewski
- Jerzy Radziwiłowicz – generał Kazimierz Sosnkowski
- Olga Sawicka – Zofia „Zula” Piłsudska-Kadenacowa, siostra Józefa
- Edward Sosna – generał Józef Haller
- Joanna Sydor-Klepacka – Aleksandra Piłsudska, druga żona Piłsudskiego
- Bartłomiej Świderski – Bronisław Piłsudski, brat Józefa
- Henryk Talar – Felicjan Składkowski-Sławoj
- Aleksander Trąbczyński – Jan Piłsudski, brat Józefa
- Krzysztof Wakuliński – pułkownik Józef Beck
- Marek Walczewski – generał Lucjan Żeligowski

### Role pozostałe
| - Andrzej Andrzejewski – mężczyzna wyprowadzający Piłsudskiego z niebezpiecznego mieszkania - Piotr Bajor – prokurator przesłuchujący Niewiadomskiego - Stanisław Banasiuk – członek delegacji Poznania - Małgorzata Bereza – Wanda, córka Piłsudskiego - Wojciech Billip – oficer informujący Piłsudskiego o zdobyciu Wilna - Dariusz Biskupski – uczestnik zjazdu PPS - Zbigniew Bogdański – starosta - Jerzy Bończak – przedsiębiorca w Wilnie proponujący Piłsudskiemu pracę - Michał Breitenwald – delegat Rady Żołnierskiej - Stanisław Brudny – żołnierz ukraiński - Leon Charewicz – ksiądz Stanisław Adamski, przewodniczący delegacji Poznania u Piłsudskiego - Andrzej Chichłowski – rotmistrz Aleksander Hrynkiewicz, adiutant Piłsudskiego - Jacek Chmielnik – brat rotmistrza Stanisława Radziwiłła - Juliusz Chrząstowski – bolszewik - Martyna Cynowska – Jadwiga, córka Piłsudskiego - Marcin Czarnik – Kostek, bojowiec PPS, uczestnik akcji w Milanówku - Robert Czebotar – zesłaniec - Maciej Damięcki – Dominik Rymkiewicz, działacz PPS w Wilnie - Marek Dąbrowski – mężczyzna w willi starosty - Andrzej Deskur – zesłaniec - Dariusz Dobkowski – żołnierz odpowiadający na pytania Piłsudskiego w czasie nocnego odpoczynku - Lech Dyblik – pacjent szpitala psychiatrycznego - Adam Ferency – działacz PPS - Marek Frąckowiak – oficer w sztabie XII Armii Czerwonej - Grzegorz Gadziomski – Zawadzki, gość w salonie siostry Piłsudskiego - Jarosław Gajewski – Symon Petlura - Andrzej Gawroński – właściciel domu w Sulejówku oglądanego przez Piłsudskich - Tomasz Gęsikowski – porucznik odpowiedzialny za ukrycie wiadomości o śmierci Kasztanki - Grzegorz Gierak – dyrektor „Zachęty” - Witold Górczyński – ranny żołnierz - Piotr Grabowski – Skotnicki - Sławomir Holland – strażnik więzienny w Cytadeli - Borys Jaźnicki – rotmistrz Stanisław Radziwiłł, adiutant Piłsudskiego - Krzysztof Jędrysek – widz w Zielonym Baloniku - Jan Jurewicz – strażnik więzienny - Krzysztof Kalczyński – hrabia Harry Kessler, wysłannik rządu niemieckiego w Magdeburgu - Mirosław Kowalczyk – dziennikarz pytający o zdrowie Piłsudskiego - Dariusz Kowalski – delegat Rady Żołnierskiej - Jan Kozaczuk – strażnik w Magdeburgu - Piotr Kozłowski – poseł Józef Chaciński - Zbigniew Kozłowski – żołnierz ukraiński - Robert Kudelski – porucznik w Belwederze - Marcin Kwaśny – bojowiec PPS - Lech Łotocki – poseł, uczestnik uroczystości przekazania władzy Narutowiczowi - Wojciech Majchrzak – uczestnik koncertu informujący o podpisaniu traktatu pokojowego z Rosją - Ireneusz Machnicki – więzień - Wojciech Machnicki – działacz PPS - Czesław Magnowski – oficer na stacji kolejowej - Andrzej Mastalerz – ranny bez nóg w szpitalu wojennym - Włodzimierz Matuszak – uczestnik posiedzenia Rady Obrony Państwa - Jan Mayzel – lekarz robiący zastrzyk Piłsudskiemu - Kazimierz Mazur – kowal - Magdalena Mazur – kobieta w więzieniu - Paweł Mazurkiewicz – pianista na koncercie z okazji uchwalenia konstytucji marcowej - Cezary Morawski – Maxime Weygand - Anna Mucha – Wanda Juszkiewiczówna, córka Marii Piłsudskiej - Kazimierz Orzechowski – ksiądz prałat Władysław Korniłowicz - Sławomir Orzechowski – oficer carski rozmawiający z Piłsudskim - Jerzy Pal – żandarm - Adam Pilch – duchowny - Andrzej Piszczatowski – przewodniczący obrad zjazdu PPS - Radosław Popłonikowski – działacz PPS - Jerzy Pożarowski – strażnik - Ryszard Radwański – lekarz wojskowy w szpitalu wojennym - Roman Rewakowicz – pianista występujący na koncercie - Piotr Rękawik – Malina, bojowiec PPS, uczestnik akcji w Milanówku - Jerzy Rogalski – chłop - Zdzisław Rychter – strażnik - Marek Serafin – zesłaniec - Wojciech Skibiński – działacz PPS - Zdzisław Sobociński – uczestnik posiedzenia Rady Obrony Państwa - Zdzisław Sośnierz – strażnik w więzieniu carskim - Paweł Szczesny – nagrywający głos Piłsudskiego - Jan Heba – działacz PPS podczas ślubu Piłsudskiego - Andrzej Szenajch – wachmistrz, opiekun kasztanki - Andrzej Szopa – strażnik - Beata Tomaszewska – córka Piłsudskiego - Robert Wabich – drukarz - Wojciech Walasik – aktor „Zielonego Balonika” - Zdzisław Wardejn – Norbert Barlicki, poseł PPS - Marek Włodarczyk – Ruta, bojownik PPS - Mariusz Wojciechowski – widz w Zielonym Baloniku - Aleksander Wysocki – doktor, więzień w Cytadeli - Marzena Zając – kobieta u siostry Piłsudskiego - Edward Żentara – przybysz z Paryża - Jerzy Żydkiewicz – ksiądz w pałacu arcybiskupim w Kielcach |  | - Krystyna Adamiec - Bogusław Augustyn - Włodzimierz Bajak - Artur Balczyński - Antoni Bałowski - Jadwiga Behm - Stanisław Biczysko - Adam Biedrzycki - Jacek Bielenia - Marek Bogucki - Jakub Bohosiewicz - Agnieszka Borowiec - Stanisław Boryń - Andrzej Brzeski - Edward Bukowian - Władysław Byrdy - Piotr Cherubiński - Joanna Cielecka - Arkadiusz Detmer - Marek Dorociński - Olgierd Dowgiałłowicz-Nowicki - Ireneusz Dydliński - Adam Dzienis - Jerzy Felczyński - Elżbieta Gaertner - Aleksander Gawek - Paweł Gędłek - Artur Gloeh - Sylwia Góra - Jan Greber - Mieczysław Janowski - Elżbieta Jękot-Orzechowska - Jan Jeruzal - Andrzej Jurek - Przemysław Kaczyński - Marcin Klepacki - Mikołaj Klimek - Wojciech Kobiałko - Marcin Kołaczkowski - Zygmunt Kołodziejski - Michał Konarski - Andrzej Kostrzewa - Waldemar Kotas - Ireneusz Kozioł - Jacek Krautforst - Bogdan Kulawik - Marek Lelek - Mariusz Leszczyński - Jerzy Lustyk - Artur Łodyga - Edyta Łukaszewska - Bernard Michalski - Bolesław Mierzejewski - Bogdan Misiewicz - Zbigniew Moskal - Lidia Niewęgłowska - Waldemar Obłoza - Miłosz Pawlikowski - Juliusz Pękalski - Dariusz Pick - Marek Piestrak - Zbigniew Płócienniczak - Jerzy Próchnicki - Bolesław Rawski - Robert Rogalski - Andrzej Rydel - Bogusław Sar - Jarosław Sebek - Juliusz Siudziński - Maciej Słota - Stanisław Sparażyński - Karol Stępkowski - Tomasz Strycharz - Zbigniew Szreder - Joanna Voss - Tomasz Wieczerzak - Julian Wieczorek - Tomasz Wieczorek - Maciej Wilk - Włodzimierz Wilkosz - Jacek Winiarski - Bartosz Woźny - Krzysztof Zakrzewski - Tadeusz Zięba - Witold Żaboklicki |